# Poly Styrene

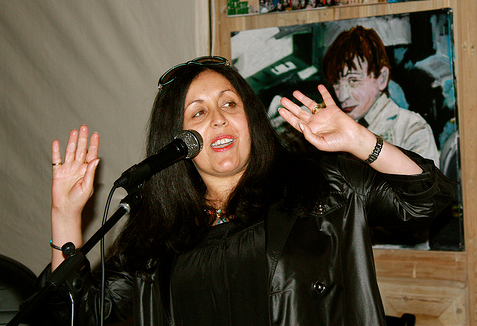
Poly Styrene alias Marianne Joan Elliott-Said, 2010

Poly Styrene (* 3. Juli 1957 in London Borough of Bromley, Grafschaft Kent, England; † 25. April 2011; geboren als Marianne Joan Elliott-Said) war eine Singer-Songwriterin und Frontsängerin der Punkband X-Ray Spex.

## Jugend
Poly Styrene (vgl. englisch polystyrene, deutsch Polystyren) hieß mit bürgerlichem Namen Marianne Joan Elliott-Said. Ihre Mutter war schottisch-irischer Herkunft und ihr Vater ein vertriebener somalischer Adliger. Sie wuchs bei ihrer Mutter auf, die als Rechtsanwaltsgehilfin tätig war. Zusammen wohnten sie in Mariannes Geburtsort Bromley im Süden Englands, bis ihre Mutter beschloss, nach Brixton, einem Ortsteil von London, zu ziehen. Eine Affinität zur Musik besaß sie schon in ihrer Jugend. Sie schrieb eigene Protestsongs.
Marianne Joan Elliot-Said lief im Alter von fünfzehn Jahren von zu Hause weg und besuchte diverse Rockfestivals in England. Sie war nicht ortsgebunden und übernachtete dort, wo sich eine Gelegenheit bot. Zwei Jahre lebte sie diesen freien Lebensstil, bis sie aufgrund einer Sepsis, die sie sich durch einen rostigen Nagel zuzog, zurück nach London gebracht wurde, um behandelt zu werden.
An ihrem 18. Geburtstag besuchte Elliott-Said einen Auftritt der Sex Pistols an der Hastings Pier und beschloss daraufhin, Sängerin zu werden. Bevor sie ihre Karriere begann, eröffnete sie eine eigene Boutique namens Poly Styrene in Beaufort Market, Kings Road, in der sie Kleidung entwarf und verkaufte.

## Karriere als Musikerin
Im Jahr 1975 nahm sie ihr erstes Demoband auf, das von Ted Bunting produziert wurde. Mit der Reggae-Single Silly Billy wurde sie bei GTO Records unter Vertrag genommen, jedoch floppte die Single, die 1976 auf dem Markt erschien.
Im selben Jahr setzte Elliott-Said, die sich den Künstlernamen Poly Styrene gab, eine Anzeige in die britischen Musikzeitschriften New Musical Express und Melody Maker mit der Überschrift: Young punx who want to stick it together.
Im Jahr 1977 gründete sich schließlich die Band X-Ray Spex, die bei EMI unter Vertrag genommen wurde. Diese Band setzte sich zusammen aus den Mitgliedern:
- Poly Styrene (Marianne Joan Elliott), als Frontsängerin
- Jak Airport (Jack Stafford), als Gitarrist
- Paul Dean, als Bassist
- Paul B. P. Hurding, als Schlagzeuger
- Lora Logic (Susan Whitby), als Saxophonistin[6]

Die Musikrichtung der Band entsprach einer Mischung aus Punk und New Wave. Bekannt wurde die Band im Jahr 1978 mit ihrer Single Oh Bondage! Up Yours! und ihrem Debütalbum Germ free Adolescents, welches es in den UK-Album-Charts auf Platz Nummer 30 schaffte.
Poly Styrene galt in der Punkszene als feministische Kultfigur. Ihre Markenzeichen waren ihre Zahnspange und ihr unkonventioneller Kleidungsstil. Ihre mädchenhafte Bühnenpräsenz stand im Kontrast zu ihrer ungezügelten Gesangsstimme.
Die Band X-Ray Spex trat 1978 bei Rock Against Racism, im Victoria Park (Hackney) zusammen mit anderen Rockgrößen auf. Ziel des Festivals war es, mit populären Musikern ein Zeichen gegen Rassismus zu setzen. 1979 löste sich die Band auf und Poly Styrene begann eine Solokarriere als Sängerin. Sie behielt ihren Künstlernamen bei.
1995 vereinte sich die Band X-Ray Spex wieder. Mit ihrem zweiten Album Conscious Consumer erhofften sie sich ein Comeback, jedoch blieb der Erfolg aus, weshalb die Band sich zum zweiten Mal auflöste.

### Solokarriere
1980 nahm sie ihr erstes Post-Punk-Soloalbum Translucence unter der Plattenfirma United Artist Records auf, das von Ted Bunting produziert wurde. Das Album besitzt im Vergleich zu Germ free Adolescents mehr jazzige Elemente. Aus dem Album entsprang die Single Talk In Toytown, die im selben Jahr wie das Soloalbum veröffentlicht wurde.
Poly Styrene experimentierte mit unterschiedlichen Musikrichtungen, jedoch dominierte der Punk in ihrer Musik. 1986 erschien, unter dem Plattenlabel Awesome Records, die LP Gods and Goddesses, die vom Stil elektronische Komponenten mit Punk-Rock vereint.
Im Jahr 2008 trat sie zum 30. Rock-Against-Racism-Festival im Victoria Park in London auf, wo sie zusammen mit Drew McDonell und David Wright Oh Bondage, Up Yours sang. Im selben Jahr arbeitete sie mit an dem Album City Of Christmas Ghosts, zusammen mit Goldblade’s John Robb.
2010 veröffentlicht sie die Single Black Christmas, die durch die Zusammenarbeit mit ihrer Tochter Celeste entstand.
Die Hintergrundgeschichte des Songs Black Christmas handelt von einem Amokläufer aus Los Angeles, der sich als Weihnachtsmann verkleidet hatte.
2011 veröffentlichte sie ihr letztes Album Generation Indigo, das sie ebenfalls mit ihrer Tochter aufnahm und vom Killing-Joke-Musiker Youth produziert wurde.
Im selben Jahr folgten noch die Single Virtual Boyfriend und No Rockefeller.

## Privatleben
1978 hatte Elliott-Said nach einem Auftritt in Doncaster Halluzinationen, woraufhin sie in eine Klinik gebracht wurde. Dort wurde bei ihr fälschlicherweise eine Form der Schizophrenie diagnostiziert. 1991 erhielt sie die richtige Diagnose einer Bipolaren Störung.
1983 schloss sie sich der Hare-Krishna-Bewegung an und lebte von 1983 bis 1988 im Bhaktivedanta Manor, einem Hare-Krishna-Tempel in Hertfordshire, England.
Ihre Tochter Celeste Bell-Dos Santos ist Frontsängerin bei Debutant Disco, einer spanischen Band aus Madrid.

## Tod
Ende 2010 wurde bei Elliott-Said Brustkrebs diagnostiziert. Zum Zeitpunkt der Diagnose war der Krebs bereits im fortgeschrittenen Stadium. Vom Krankenbett aus gab sie weiterhin Interviews. Sie starb am 25. April 2011 an den Folgen der Krebserkrankung.

## Diskografie

### Alben
- Translucence (1980)
- Flower Aeroplane (2004)[16]
- Generation Indigo (2011)

### Singles
- Silly Billy (1976)
- Talk in Toytown (1980)
- City Of Christmas Ghosts (2008)
- Black Christmas (2010)
- Virtual Boyfriend (2011)
- Ghoulish (2011)

### LPs
- Gods and Goddesses (1986)